# Minium
Le minium est une forme minérale naturelle de l'oxyde de plomb(II,IV) (tétroxyde de plomb), et un pigment toxique de formule Pb3O4. C'est un des pigments synthétiques les plus anciens, un rouge orangé fabriqué à partir du blanc de plomb, utilisé comme apprêt antirouille et secondairement dans la peinture d'art  jusqu'à son interdiction.

## Historique
Le minium fait partie des pigments artificiels les plus anciens.
Un texte chinois du Ve siècle av. J.-C. indique que l'on fabrique un pigment rouge à partir du métal et certains affirment que la production aurait commencé dans l'ancienne Mésopotamie, avant même le travail du métal (PRV3).
Selon Pline l'Ancien et Vitruve, on découvrit accidentellement le minium à la suite de l'incendie d'une villa. Pline explique également que le blanc de plomb était chauffé dans des plats et brassé jusqu'au changement de couleur. Ce pigment calciné a été utilisé pour imiter le cinabre et la sinopia. 
À l'époque de Pline l'Ancien, le terme de minium a désigné en premier le cinabre (sulfure de mercure de formule HgS) puis le carbonate de plomb (céruse). D'où de fréquentes confusions entre céruse, minium, vermillon, cinabre. Au cours du Moyen Âge, la dénomination de minium doit se rapporter à la céruse. Le moine Théophile, à la fin du XIe siècle, décrit sa préparation à partir de la calcination de la céruse.
Avec l'élaboration d'autres pigments, le minium va perdre progressivement de son importance dans la peinture à partir de la Renaissance. En 1688, Claude Boutet ne cite que le massicot, le jaune de plomb, dans son Traité de peinture en miniature. Le minium, appelé aussi mine orange et rouge de Saturne, reste cependant utilisé jusque dans les années 1930.
Vers 1930, le minium disparaît comme pigment rouge orangé, mais, en dépit de sa toxicité, il sera utilisé comme peinture antirouille et parfois comme sous-couche protectrice du bois (jouant le double rôle de fongicide et d'insecticide). Le ponçage ou brûlage de ces bois et les incendies de bâtiments en contenant est source de pollution par le plomb entraînant un risque de saturnisme. Le minium n'est pas biodégradable.

## Utilisation

### Arts
Le minium de plomb a servi en tant que pigment dans la peinture murale, les manuscrits enluminés, la peinture à l'huile, la tempera, etc.. Comme tous les pigments de plomb, il est siccatif pour l'huile, et sujet à noircir avec le temps, par une réaction avec l'hydrogène sulfuré contenu dans l'air en petite quantité.
Les doreurs l'ont utilisé dans certaines recettes de composition de l'assiette utilisée pour la dorure sur bois… (sa toxicité protège aussi le bois d'attaques par les insectes et champignons)[réf. souhaitée]. 

### Construction mécanique

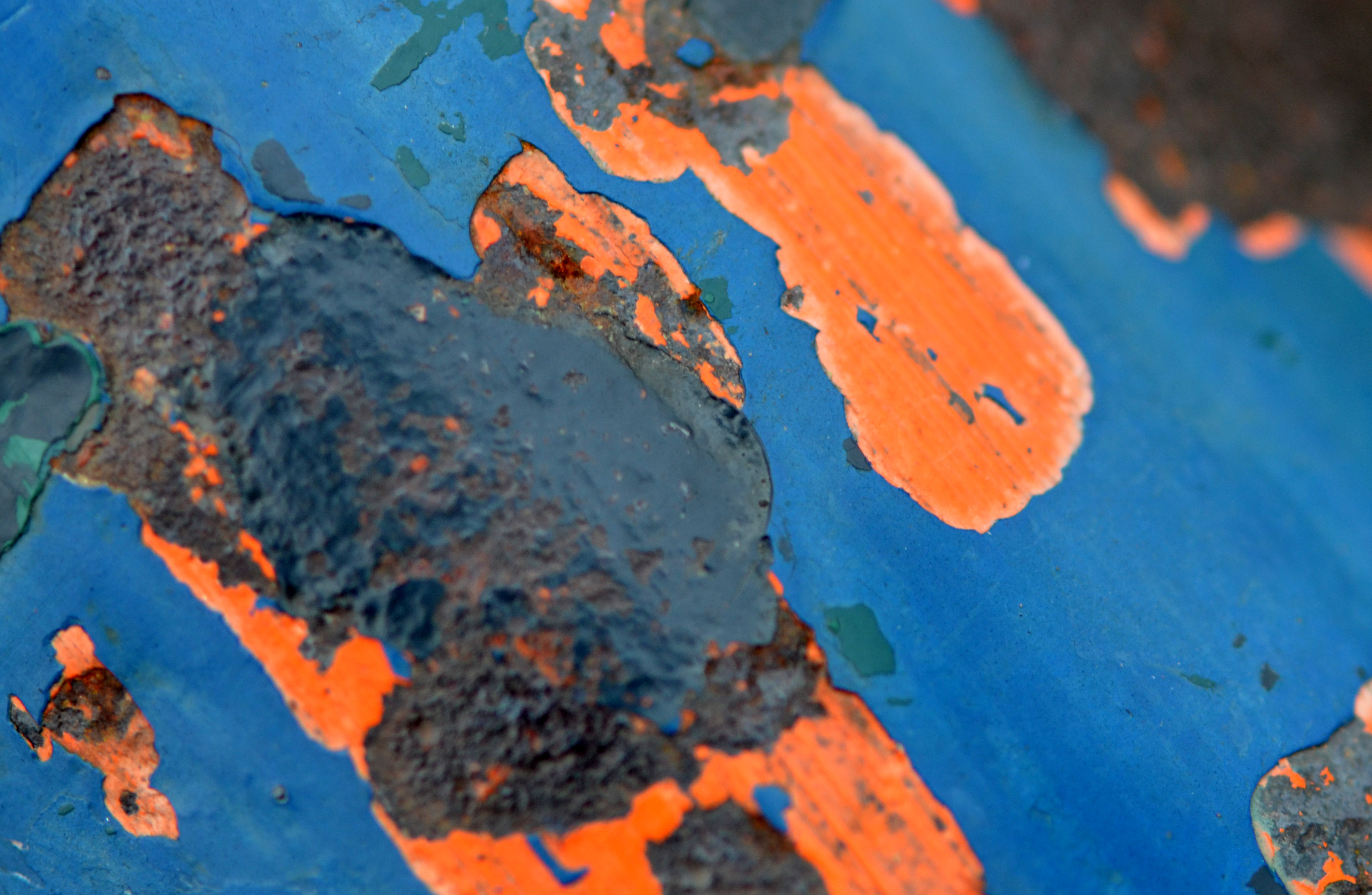
Minium de plomb utilisé comme peinture anti-rouille (orange) sur une rambarde de pont.

Le minium a été largement utilisé pour la protection contre la corrosion des métaux ferreux. La Tour Eiffel a ainsi bénéficié d'un traitement de surface au minium de plomb. Le terme minium est alors devenu, dans la construction mécanique, un synonyme de peinture anticorrosion. La toxicité des peintures au plomb les ont fait interdire, en France à partir de 1946 ; l'interdiction absolue de mise sur le marché date de 1993. On dit maintenant minium de fer ou minium d'aluminium, selon le métal pour lequel la peinture est formulée, et minium de plomb seulement quand la formule contient du plomb et quand on veut attirer l'attention sur la toxicité. En effet, les risques liés au minium subsistent lors des opérations de décapage, notamment de peintures antirouille datant d'avant 1970.

### Verrerie
Le minium de plomb sert dans la fabrication du verre dit cristal (verre) qui doit contenir de 24 à 40% de plomb. On mélange à raison de 3 parts de silices pour 2 parts de minium de plomb et 1 part de potasse d'Alsace . L'effort pour réduire la quantité de plomb dans les objets manufacturés a conduit à l'invention de verres qui ont les mêmes qualités optiques et mécaniques avec d'autres minéraux, non toxiques.

### Autres
On retrouve aussi du minium dans la fabrication des plaques de cathode des batteries d'accumulateur[réf. nécessaire]. 
Il est utilisé en pyrotechnie civile pour la production d'effets crépitants dans les feux d'artifice, mais alors aussi source de pollution[réf. nécessaire].
Il a aussi servi à produire des onguents et remèdes traditionnels (très toxiques, susceptibles d'induire un saturnisme aigu), dont l'azarcon[réf. souhaitée].
L'ouvrier chargé de la fonte du minium est appelé minionneur[réf. souhaitée].
Le minium fut également utilisé par l'administration S.S. des camps de concentration et d'extermination. Les détenus en tenue civile (du fait d'une pénurie de textile les pyjamas rayés furent peu à peu remplacés par les vêtements des déportés gazés) étaient marqués d'une grande croix peinte au minium dans le dos de leurs vêtements, d'une cible rouge pour les détenus qui avaient tenté une évasion ou des initiales N.N. pour les détenus Nacht und Nebel[réf. souhaitée].

## Altération
Ce pigment se dégrade sous l'effet du temps et de la lumière,,, ; noircissement, blanchissement ou verdissement selon les pigments et les contextes, notamment sur les fresques ; par exemple l'hydrocérusite se décompose en présence de chaux, et Pb3O4 se transforme en plattnérite (b-PbO2) en milieu acide dilué. Après 25 ans de vieillissement naturel en peinture murale, le noircissement du minium se montre induit par formation de plattnérite « par un mécanisme possible de disproportionnation de Pb3O4 en milieu acide », alors que le blanchiment correspond à une recristallisation du plomb divalent sous forme de cérusite (PbCO3) et d'anglésite (PbSO4) « causée par l'absorption de polluants gazeux (CO2, SO2) ». L'activité microbienne peut aussi contribuer à des changements chimiques dans les composés du plomb présent dans certains pigments utilisés en peinture murale.
Le noircissement d’œuvre d'art dû à la présence de plomb, pourrait dans une certaine mesure être combattu par une technique de restauration par irradiation laser.
La tenue du minium serait meilleure avec l’huile et la tempera à l’œuf [réf. nécessaire].

## Autres oxydes de plomb
- Litharge (monoxyde de plomb), oxyde rouge de plomb, rouge de plomb, etc.